# 马德琳·斯基扎斯
马德琳·斯基扎斯（英語：Madeline Schizas，2003年2月14日—），加拿大花样滑冰运动员，2020年国际挑战杯女子单人滑铜牌得主、2022年萨格勒布金色旋转赛女子单人滑铜牌得主、两次加拿大国家锦标赛女子单人滑金牌得主。